# یواس‌اس وینوسکی (۱۸۶۳)
یواس‌اس وینوسکی (۱۸۶۳) (به انگلیسی: USS Winooski (1863)) یک کشتی بود که طول آن 205' 0" بود. این کشتی در سال ۱۸۶۳ ساخته شد.